# Barbara Kollorz
Barbara Kollorz (verheiratete Brandenburg; * 21. November 1967) ist eine ehemalige deutsche Geherin.
1987 wurde sie über 3000 m Achte bei den Leichtathletik-Halleneuropameisterschaften in Liévin und gab bei den Leichtathletik-Weltmeisterschaften in Rom über 10 km auf.
1988 wurde sie Deutsche Meisterin über 10 km.
Barbara Kollorz startete für die LG Osnabrück.

## Persönliche Bestzeiten
- 10 km Gehen: 47:17 min, 4. Juni 2005, Kerpen-Horrem
- 20 km Gehen: 1:43:27 h, 5. Juni 2004, Hildesheim

| Personendaten    | Personendaten        |
| ---------------- | -------------------- |
| NAME             | Kollorz, Barbara     |
| ALTERNATIVNAMEN  | Brandenburg, Barbara |
| KURZBESCHREIBUNG | deutsche Geherin     |
| GEBURTSDATUM     | 21. November 1967    |